# アンジェロ・ピエトラサンタ

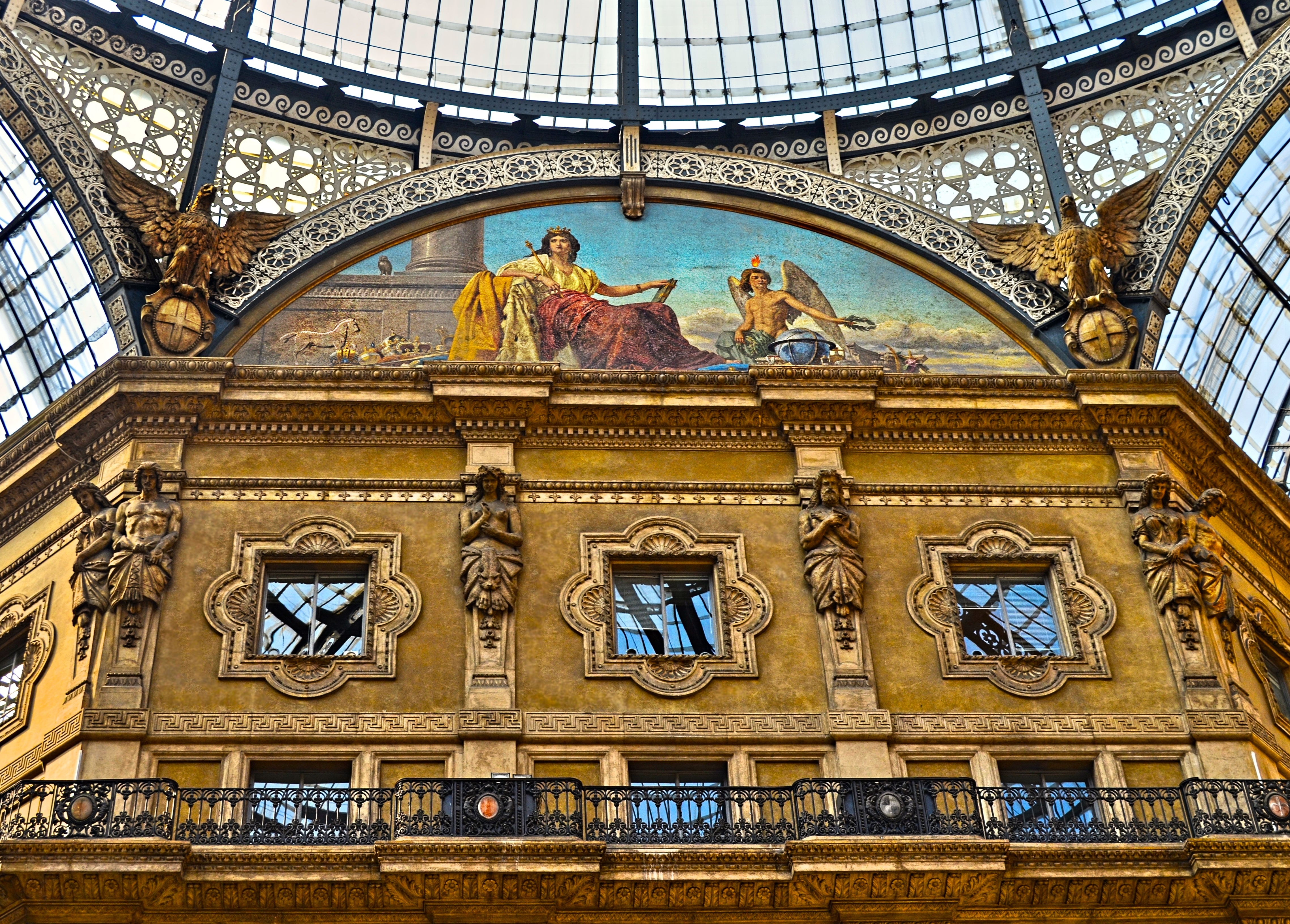
ミラノの「ヴィットーリオ・エマヌエーレ2世のガッレリア」の装飾画(2017年撮影)

アンジェロ・ピエトラサンタ（Angelo Pietrasanta、1834年11月27日 † 1876年6月4日）は、イタリアの画家である。

## 略歴
ロンバルディアのコドーニョで生まれた。裕福な家の出身で、叔父のルイージ・ビーシ（Luigi Bisi: 1814-1886）はミラノのブレラ美術アカデミーの教授であった。1850年からブレラ美術アカデミーに入学しフランチェスコ・アイエツに学んだ。
1858年にコンクールに宗教的な題材の作品を出展して優勝し、フィレンツェとローマに留学する奨学金を得た。フィレンツェではメディチ・リッカルディ宮殿のルネサンスの画家ベノッツォ・ゴッツォリの壁画を模写し、フラ・アンジェリコやドメニコ・ギルランダイオ、マサッチオ、ティツィアーノ・ヴェチェッリオの作品を研究した。フィレンツェの芸術家たちのたまり場であった「カッフェ・ミケランジョロ」にも出入りし、テレマコ・シニョリーニ（1835-1901）らとも友人となった。1860年にローマに滞在し、ローマでは彫刻家のオドアルド・タバキー二（Odoardo Tabacchi: 1831-1905）と住み修行した。ミラノに戻ると1863年にブレラ美術アカデミーの会員に選ばれた。
フレスコ画の他、肖像画や風俗画、歴史画、風景画も描いた。代表作の「Gli Orti Rucellai（チェライ庭園）」 1864年に ブレラ美術アカデミーに出展され、国王ヴィットーリオ・エマヌエーレ2世によってミラノの王宮のために買い上げられた。1868年に、エレウテリオ・パリアーノ（Eleuterio Pagliano: 1826-1903）とともにミラノのアーケード「ヴィットーリオ・エマヌエーレ2世のガッレリア」の装飾に参加し 、寓意画を描いたが、この作品は1911年に劣化が激しいことから、同じデザインのモザイクに置き換えられた。
ピエトラサンタは 1876年に腎炎で41歳で亡くなった。

## 作品

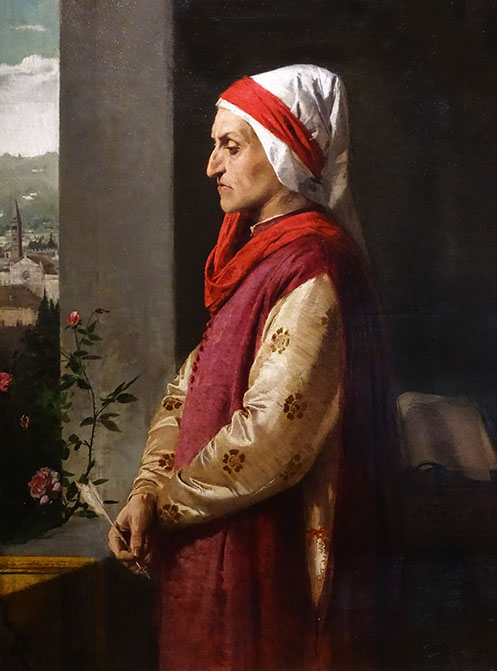
詩人ダンテ（1840/1860） アンブロシアーナ絵画館
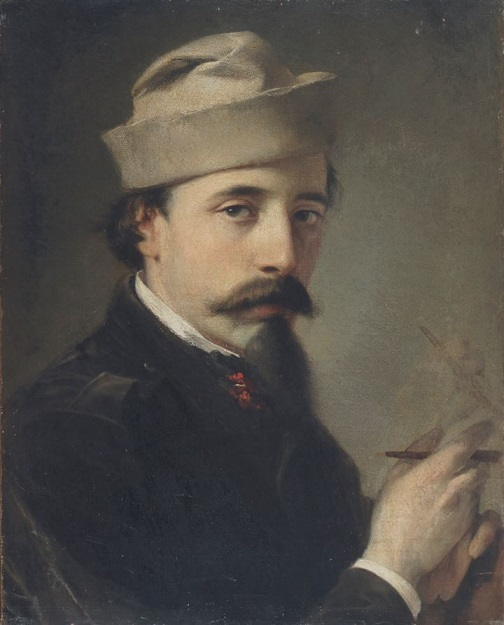
彫刻家オドアルド・タバキー二